# Leominster
Leominster [ˈlɛmstɚ] är en stad och civil parish i Herefordshire i England, med ungefär 11 000 invånare. Staden, som på kymriska heter Llanllieni, drabbades under medeltiden av sitt läge nära gränsen till Wales, bland annat genom slaget vid Llanllieni mellan Gruffudd ap Llywelyns walesare och en normandisk/saxisk styrka från England, och plundringen av Leominsters kloster av Owain Glyndŵr 1402. Staden är också hemort för den gamla fårrasen Ryeland, och drev tidigt yllehandel. Mellan 1748 och 1754 fanns ett tidigt bomullsspinneri i staden.